# مورنو روجی

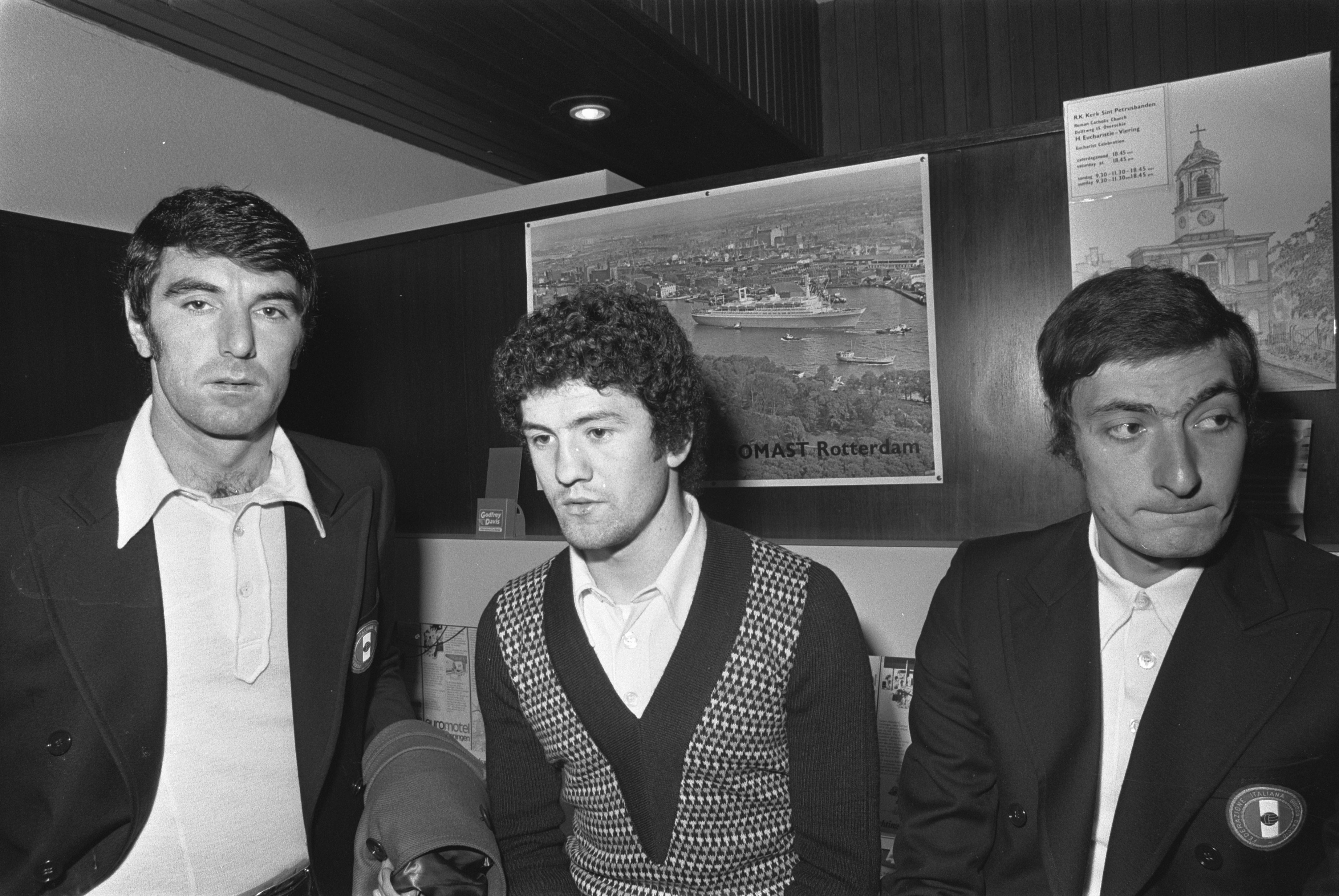
مورنو روجی (1974)

مورنو روجی (به ایتالیایی: Moreno Roggi) بازیکن فوتبال و اهل ایتالیا است که از سال ۱۹۷۳ میلادی عضو تیم ملی فوتبال ایتالیا بوده و در ۷ بازی ملی حضور داشته‌است. او در بازی‌های ملی‌اش گلی به ثمر نرساند.
مورنو روجی آخرین بازی ملی خود را در سال ۱۹۷۶ میلادی انجام داد.